# Asociación Mexicana de Bancos de Alimentos
La Asociación Mexicana de Bancos de Alimentos, A.C. (AMBA) es una asociación que agrupa a todos los bancos de alimentos de México. esta asociación fue fundada para que los habitantes de una población reciban alimentos como tipo despensa.
Fue fundada el 6 de junio de 1995. La AMBA está dedicada al fortalecimiento de los bancos de alimentos de todo el país. Actualmente, están afiliados alrededor de 61 bancos.